# Свобода на сдружаването
Свободата на сдружаването е понятие, с което се изразява правото на гражданите да създават доброволни сдружения. Това са организации от граждани, създадени за постигнането на някакъв общ интерес. Правото на всеки един човек да си избере други хора, с които да се сдружи за постигане на целите си, е предпоставката, на която се опира една от важните граждански свободи – тази на сдружаването.
Принципът на свободното сдружаване важи на всички нива на взаимоотношения. Сдружаването може да се разбира и на интимно ниво – като право на избор на брачен партньор например. Но акцентът и същинската важност на принципа се поставят най-вече върху формирането на доброволни сдружения, свързани с политически въпроси, гражданските сдружения, профсъюзите на работниците от един сектор и прочее. Той обхваща създаването на политически партии, неправителствени организации, търговски дружества, кооперации, религиозни организации, ловни сдружения и всякакви форми на съвместна дейност, насочена към обща цел. Възможностите за доброволно сдружаване по интереси са задължително условие за функционирането на плуралистичната демокрация, тъй като то дава възможност за адекватно представяне на многообразието от интереси в обществото.
Правото на свободно сдружаване е защитено във важни международни актове като Европейската конвенция за защита на правата на човека и основните свободи (1950 г.). То се гарантира и в местното законодателство на много държави. Сдружаването е предмет на законови рестрикции, когато се създават организации, чийто предмет на дейност е насочен срещу суверенитета, териториалната цялост на страната, единството на държавата, когато предизвиква към разпалване на расова, национална, етническа или религиозна вражда, към нарушаване на правата и свободите на гражданите. То се ограничава и при формирането на организации, които създават тайни или военизирани структури или се стремят да постигнат целите си чрез насилие.